# Municipio de Normal (Dakota del Norte)
El municipio de Normal (en inglés: Normal Township) es un municipio ubicado en el condado de McHenry en el estado estadounidense de Dakota del Norte. En el año 2010 tenía una población de 66 habitantes y una densidad poblacional de 0,71 personas por km².

## Geografía
El municipio de Normal se encuentra ubicado en las coordenadas 48°29′47″N 100°19′47″O / 48.49639, -100.32972. Según la Oficina del Censo de los Estados Unidos, el municipio tiene una superficie total de 92.56 km², de la cual 92,32 km² corresponden a tierra firme y (0,26 %) 0,24 km² es agua.

## Demografía
Según el censo de 2010, había 66 personas residiendo en el municipio de Normal. La densidad de población era de 0,71 hab./km². De los 66 habitantes, el municipio de Normal estaba compuesto por el 92,42 % blancos, el 7,58 % eran afroamericanos. Del total de la población el 0 % eran hispanos o latinos de cualquier raza.